# Шепчущий во тьме (фильм, 2011)
«Шепчущий во тьме» (англ. The Whisperer in Darkness) — независимый чёрно-белый фильм ужасов 2011 года, снятый и спродюсированный Шоном Брэнни, Эндрю Леманом и Дэвидом Робертсоном для компании H.P. Lovecraft Historical Society. Основан на повести «Шепчущий во тьме» Лавкрафта. Снят с использованием «Мифоскопа», сочетает старинные и современные съёмочные техники, призван создать вид фильма эпохи 1930-х годов. Создатели, по их словам, хотели передать внешний вид «классических фильмов ужасов 1930-х годов, таких как Дракула, Франкенштейн и Кинг-Конг».

## Сюжет
Сюжет первых двух актов во многом следует повести Лавкрфта. Третий акт состоит из совершенно иного материала, в котором показано, что Ми-Го поклоняются Шуб-Ниггурат, а главный герой, Уилмарт, узнает о попытке сектантов открыть врата между Землей и планетой Юггот. Он мешает им при помощью Ханны, дочери одного из сотрудников, но их плане не удается. В конце фильма зрители обнаруживают, что голос Уилмарта звучит из машины, прикрепленной к цилиндру, в котором сейчас находится его мозг. Этот сюжет сильно отличается от оригинальной истории, в которой Уилмарт сбегает посреди ночи и благополучно возвращается в Аркхэм.
Шон Брэнни в короткометражке «Шепчущий во тьме: за кулисами» говорит, что элементы Лавкрафта лучше узнаются в общей установке, нежели в концовке. С драматической точки зрения история Лавкрафта совпадает со сценарием до «второго акта» и остается незавершенной. В третьем акте появляется персонаж Ханны и происходит открытие врат на Юггот, чтобы «сделать фильм лучше». Брэнни и Леман намеревались сделать Уилмарта «более эмоционально сложным», потому что его общение с Ханной заставляло его «инвестировать не только в себя». Персонажи трех друзей Уилмарта из Мискатонийского университета были разработаны на основе ролевой игры «Зов Ктулху», созданной за несколько лет до этого Брэнни, Леманом и другими. В финале представлена сцена нападения на самолет Уилмарта  Ми-Го, созданного при помощи кукольной анимации. Что касается введения биплана, Леман прокомментировал: «Если у вас есть летающие монстры, вам придется устроить воздушный бой с бипланом».

## В ролях
- Пол Ита в роли фермера
- Мэтт Фойер в роли Альберта Уилмарта
- Мэтт Лаган в роли Натаниэля Уорда
- Лэнс Дж. Холт в роли Дэвиса Брэдбери
- Эндрю Леман в роли Чарльза Форта
- Стивен Блэкхарт в роли Чарли Тауэра
- Дэвид Павао в роли Джордана Лоуэлла
- Дон Мартин в роли Дин Хейса
- Джо Софранко в роли Джорджа Экли
- Барри Линч в роли Генри Экли
- Мартин Уотли в роли Уолтера Брауна
- Дэниел Кэймон в роли П. Ф. Нойеса
- Каспар Марш в роли Уилла Мастерсона
- Отэм Вендел в роли Ханны Мастерсон
- Шон Брэнни в роли B-67
- Энни Абрамс в роли Авиатрикс
- Зак Голд в роли астронома
- Джон Джабали в роли суперинтенданта

## Производство
Создатели фильма использовали колледж Маунт-Холиок, чтобы представлять Мискатонийский университет. Городской колледж Пасадены использовался для внутренних сцен школы.
Сэнди Петерсен, автор ролевой игры «Зов Ктулху», внес финансовый вклад в фильм, чтобы завершить его производство.

## Премьера
«Шепчущий во тьме» не был показан в кинотеатрах, но появился на десятках кинофестивалей в более чем дюжине стран. Затем он был выпущен на DVD и Blu-ray в начале 2012 года.

## Оценка
«Шепчущий во тьме» получил очень положительные отзывы. Он имеет рейтинг одобрения 86 % на Rotten Tomatoes. В базе данных фильмов у него 6,6 звезды из 10. Джон Дж. Пуччо из Movie Metropolis написал: «атмосфера на месте и создатели фильма эффективно уловили суть обширного ужаса Лавкрафта. Фильм интересен, но не достигает величия». Эндрю О’Хехир из Salon.com писал: «В „Шепчущий во тьме“ есть более холодный финал и несколько моментов настоящего ужаса».

## Награды
«Шепчущий во тьме» был номинирован на кинофестивале в Оахаке.
- Золотой Хьюго — номинирован
- Премия «Свободный дух» — номинирован